# Robert Aickman
Robert Fordyce Aickman (Londres, 27 de junho de 1914 - Londres, 26 de fevereiro de 1981) foi um escritor e conservacionista inglês. Como conservacionista, co-fundou a Inland Waterways Association, grupo que preservou da destruição e restaurou o sistema de canais do interior da Inglaterra. Como escritor, é mais conhecido por suas obras de ficção sobrenatural, que ele descrevia como "strange tales" (histórias estranhas).
O escritor do seu obituário no The Times, de acordo com a citação do autor britânico Mike Ashley, afirmou "... a sua realização mais notável e duradoura foi como autor do que ele próprio gostava de chamar "histórias estranhas". Para elas, contribuíram seu vasto conhecimento do ocultismo, os insights psicológicos e a riqueza de suas ambientações e caracterizações que colocam suas histórias no mesmo patamar das de M.R. James e Walter de la Mare" O próprio Ashley escreveu: "Os escritos de Aickman, assim como os vinhos finos, são um gosto adquirido. Não tenho dúvidas de que o seu trabalho permanecerá sempre desconhecido para a maioria dos leitores, e talvez ele o quisesse dessa forma. Ele escreveu o que ele queria e da maneira que queria, para se expressar, não por popularidade. Em outra das suas cartas endereçadas a mim, ele disse: "Recebi bastante apreço, mas nunca um grande sucesso comercial, e pergunto-me com frequência se algo do que escrevi voltará a ser publicado'. ...É espantoso que alguém da estatura de Aickman tenha dificuldade em vender sua obra. Talvez agora, demasiado tarde para benefício da Aickman, alguém tenha o bom senso de publicá-la" Essa situação foi remediada por um extenso programa de reimpressões da obra de Aickman pela Tartarus Press, Faber e New York Review Books Classics.

## Obra
Como escritor, Aickman é mais conhecido pelas 48 "histórias estranhas" publicadas em oito volumes, um deles póstumo. A coleção americana Painted Devils consiste em versões revisadas de histórias que já haviam aparecido em outros livros.

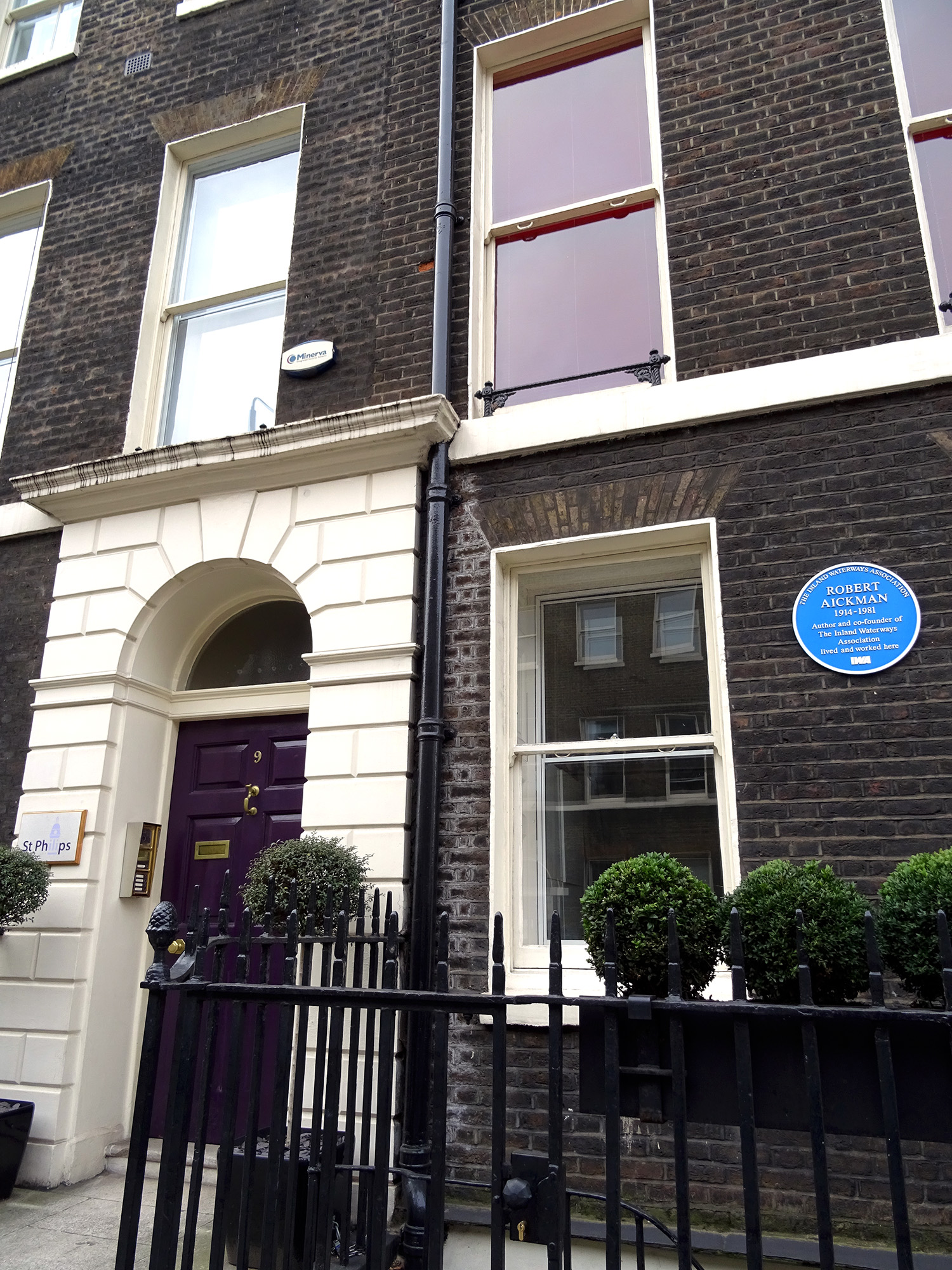
Casa onde Aickman viveu e trabalhou, em Londres

Depois que três de suas histórias foram publicadas em We Are for the Dark (1954), alguns contos apareceram esporadicamente em revistas e antologias durante a segunda metade dos anos 1950, mas o envolvimento de Aickman com as várias associações das quais era membro o impediu de escrever por muito tempo. O ano de 1964, portanto, veio como um divisor de águas, com um romance ligeiramente místico, The Late Breakfasters, uma coletânea de histórias (Dark Entries) e o primeiro volume da série Fontana Book of Great Ghost Stories, cujos primeiros oito volumes ele organizou e editou. "Aqueles, se os houver, que desejam saber mais sobre mim, deveriam explorar além da superfície frívola de The Late Breakfasters", escreveu Aickman em 1965. Começando como uma comédia de maneiras, sua seriedade lúdica se transforma aos poucos em uma variação, com toques de elegia, do grande mito grego do amor frustrado.
Suas próprias coleções de histórias subsequentes foram Powers of Darkness (1966), Sub Rosa (1968), Cold Hand in Mine (1976), Tales of Love and Death (1977) e Intrusions (1980).
No ensaio que Aickman escreveu em resposta ao recebimento do World Fantasy Award, ele escreveu:
Acredito no que os alemães chamam de "Ehrfurcht": reverência pelas coisas que não se pode compreender. O erro de Fausto foi uma aspiração de compreender e, portanto, dominar coisas que, por Deus ou pela natureza, estão além da bússola humana. Ele só poderia conseguir isso ao custo de tornar a conquista inútil. Mais uma vez, é exatamente o que o homem moderno fez. [...] Acredito na vida após a morte, e me recuso a pormenorizar o significado das palavras, pois, de todas as tentativas fúteis e reducionistas de definição, esta é a mais ociosa. ... A maioria das minhas histórias visa temas universais, por mais difícil que seja alcançá-los.
Cold Hand in Mine e Painted Devils apresentavam desenhos de sobrecapa do ilustrador gótico Edward Gorey. August Derleth propôs que a Arkham House (editora norte-americana especializada em ficção especulativa) publicasse um livro com as melhores histórias de Aickman, mas não conseguiu atender às demandas do autor e desistiu da proposta. As coletâneas originais de contos são bastante escassas, embora os exemplares da edição americana de Cold Hand in Mine sejam muito abundantes.
A novela The Model: A Novel of the Fantastic (Nova York: Arbor House, 1987) permaneceu inédita durante a vida do autor. Aickman esperava ter a obra ilustrada por Edward Gorey. De acordo com Mike Ashley, "Aickman lamentou a falta de interesse das editoras nesta obra de cerca de 35 000 palavras."
A Tartarus Press publicou uma nova coletânea de ficção e não ficção inéditas em 2015 sob o título The Strangers and Other Writings.

## Trabalhos publicados

### Ficção

#### Romances
- The Late Breakfasters. Londres: Victor Gollancz, 1964. Library reprint: Bath: Cedric Chivers, 1978. Reprint: Londres: Faber Finds, 2014; Richmond, VA: Valancourt Books, 2016.
- The Model. New York: Arbor House, 1987. Reprint: London: Faber Finds, 2014.
- Go Back at Once. Tartarus Press, 2020 (romance escrito nos anos 1970 e que permaneceu inédito até essa edição limitada a quinhentos exemplares).

#### Coletâneas de contos

##### Coletâneas originais
- We Are for the Dark: Six Ghost Stories. London: Jonathan Cape, 1951. (Coletânea que reúne as três histórias de Elizabeth Jane Howard e as três seguintes de Robert Aickman):
  - "The Trains"
  - "The Insufficient Answer"
  - "The View"[nota 1]
- Dark Entries: Curious and Macabre Ghost Stories. London: Collins, 1964. Reedição: London: Faber, 2014.
  - "The School Friend"
  - "Ringing the Changes"
  - "Choice of Weapons"
  - "The Waiting Room"
  - "The View"
  - "Bind Your Hair"

- Powers of Darkness: Macabre Stories. London: Collins, 1966.
  - "Your Tiny Hand Is Frozen"
  - "My Poor Friend"
  - "The Visiting Star"
  - "Larger than Oneself"
  - "A Roman Question"
  - "The Wine-Dark Sea"

- Sub Rosa: Strange Tales. London: Victor Gollancz, 1968.
  - "Ravissante"
  - "The Inner Room"
  - "Never Visit Venice"
  - "The Unsettled Dust"
  - "The Houses of the Russians"
  - "No Stronger than a Flower"
  - "The Cicerones"
  - "Into the Wood"

- Cold Hand in Mine: Eight Strange Stories. London: Victor Gollancz, 1975. Reedição: Faber, 2014, com nova introdução, "Uneasy Does It: An Introduction to Robert Aickman", de Reece Shearsmith e novo posfácio, "Memories of a Friend", de Jean Richardson.
  - "The Swords"
  - "The Real Road to the Church"
  - "Niemandswasser"
  - "Pages from a Young Girl's Journal"
  - "The Hospice"
  - "The Same Dog"
  - "Meeting Mr Millar"
  - "The Clock Watcher"

- Tales of Love and Death. London: Victor Gollancz, 1977.
  - "Growing Boys"
  - "Marriage"
  - "Le Miroir"
  - "Compulsory Games"
  - "Raising the Wind"
  - "Residents Only"
  - "Wood"

- Intrusions: Strange Tales. London: Victor Gollancz, 1980.
  - "Hand in Glove"
  - "No Time Is Passing"
  - "The Fetch"
  - "The Breakthrough"
  - "The Next Glade"
  - "Letters to the Postman"

- Night Voices: Strange Stories. London: Victor Gollancz, 1985. (Reedita "The Trains" e inclui as seguintes histórias):
  - "The Stains"
  - "Just a Song at Twilight"
  - "Laura"
  - "Rosamund's Bower"
  - "Mark Ingestre: The Customer's Tale"

- The Strangers and Other Writings. Tartarus Press, 2015. (Reúne obras de ficção e não-ficção inéditas. As obras de ficção estão listadas abaixo):
  - "The Case of Wallingford's Tiger"
  - "The Whistler"
  - "A Disciple of Plato"
  - "The Coffin House"
  - "The Flying Anglo-Dutchman"
  - "The Strangers"
  - "The Fully-Conducted Tour"

##### Outras coletâneas
- Painted Devils: Strange Stories. New York: Scribner's, 1979. (Histórias revistas):
  - "Ravissante"
  - "The Houses of the Russians"
  - "The View"
  - "Ringing the Changes"
  - "The School Friend"
  - "The Waiting Room"
  - "Marriage"
  - "Larger than Oneself"
  - "My Poor Friend"

- The Wine-Dark Sea. New York: Arbor House/William Morrow, 1988. Reprint: London: Faber, 2014.
  - "The Wine-Dark Sea"
  - "The Trains"
  - "Your Tiny Hand is Frozen"
  - "Growing Boys"
  - "The Fetch"
  - "The Inner Room"
  - "Never Visit Venice"
  - "The Next Glade" (Removed from Faber edition)
  - "Into the Wood"
  - "Bind Your Hair" (Removed from Faber edition)
  - "The Stains" (Removed from Faber edition)

- The Unsettled Dust. London: Mandarin, 1990. Reprint: London: Faber, 2014.
  - "The Unsettled Dust"
  - "The Houses of the Russians"
  - "No Stronger than a Flower"
  - "The Cicerones"
  - "The Next Glade"
  - "Ravissante"
  - "Bind Your Hair"
  - "The Stains"

- The Collected Strange Stories. Horam, East Sussex: Tartarus/Durtro, 1999. (dois volumes)
- The Late Breakfasters and Other Strange Stories. Richmond, VA: Valancourt, 2016. (Reedição do romance de 1964 e dos seguintes contos)
  - "My Poor Friend"
  - "The Visiting Star"
  - "Larger Than Oneself"
  - "A Roman Question"
  - "Mark Ingestre: The Customer's Tale"
  - "Rosamund's Bower"

- Compulsory Games. New York, NY: NYRB Classics, 2018.
  - "Compulsory Games"
  - "Hand in Glove"
  - "Marriage"
  - "Le Miroir"
  - "No Time Is Passing"
  - "Raising the Wind"
  - "Residents Only"
  - "Wood"
  - "The Strangers"
  - "The Coffin House"
  - "Letters to the Postman"
  - "Laura"
  - "The Fully-Conducted Tour"
  - "A Disciple of Plato"
  - "Just a Song at Twilight"

- Masters of the Weird Tale: Robert Aickman. Lakewood: Centipede Press, 2018. (Compila os 48 contos em dois volumes.)

### Não-ficção
- Know Your Waterways. London: Coram, 1955.
- The Story of Our Inland Waterways. London: Pitman, 1955.

### Autobiografia
- The Attempted Rescue. London: Victor Gollancz 1966.
- The River Runs Uphill: A Story of Success and Failure. Burton on Trent: Pearson, 1986.